# Ljubljana
Ljubljana (phát âm [ljuˈbljàːna], phát âm địa phương: [luˈblàːna]) là thủ đô và thành phố lớn nhất của Slovenia. Nó đã là trung tâm văn hoá, giáo dục, kinh tế, chính trị, và hành chính của nước Slovenia độc lập từ năm 1991. Thành phố toạ lạc tại vùng trung tâm địa lý của Slovenia.
Vào thời cổ, một thành phố La Mã có tên Emona nằm ở nơi đây. Ljubljana được nhắc đến lần đầu trong văn liệu vào nửa đầu thế kỷ 12. Nó nằm dưới quyền cai trị của Habsburg từ thời Trung cổ cho tới khi đế quốc Áo-Hung sụp đổ năm 1918. Tọa lạc giữa tuyến đường thương mại giữa biển Adriatic và vùng Danube, Ljubljana là thủ phủ lịch sử của Carniola, một khu vực nơi người Slovene cư ngụ dưới nền quân chủ Habsburg.

## Khí hậu
Ljubljana có khí hậu đại dương (phân loại khí hậu Köppen Cfb), giáp với khí hậu cận nhiệt đới ẩm (phân loại khí hậu Köppen Cfa). Mùa hè ở đây khá ấm trong khi mùa đông chỉ lạnh vừa phải. Trung bình mỗi năm thành phố có 64 ngày bị sương mù bao phủ. Hiện tượng này chủ yếu xảy ra vào mùa thu và mùa đông do nghịch nhiệt.
| Dữ liệu khí hậu của Ljubljana                      | Dữ liệu khí hậu của Ljubljana | Dữ liệu khí hậu của Ljubljana | Dữ liệu khí hậu của Ljubljana | Dữ liệu khí hậu của Ljubljana | Dữ liệu khí hậu của Ljubljana | Dữ liệu khí hậu của Ljubljana | Dữ liệu khí hậu của Ljubljana | Dữ liệu khí hậu của Ljubljana | Dữ liệu khí hậu của Ljubljana | Dữ liệu khí hậu của Ljubljana | Dữ liệu khí hậu của Ljubljana | Dữ liệu khí hậu của Ljubljana | Dữ liệu khí hậu của Ljubljana |
| Tháng                                              | 1                             | 2                             | 3                             | 4                             | 5                             | 6                             | 7                             | 8                             | 9                             | 10                            | 11                            | 12                            | Năm                           |
| -------------------------------------------------- | ----------------------------- | ----------------------------- | ----------------------------- | ----------------------------- | ----------------------------- | ----------------------------- | ----------------------------- | ----------------------------- | ----------------------------- | ----------------------------- | ----------------------------- | ----------------------------- | ----------------------------- |
| Cao kỉ lục °C (°F)                                 | 15.8 (60.4)                   | 22.3 (72.1)                   | 24.3 (75.7)                   | 27.8 (82.0)                   | 32.4 (90.3)                   | 35.6 (96.1)                   | 37.1 (98.8)                   | 40.2 (104.4)                  | 30.3 (86.5)                   | 25.8 (78.4)                   | 20.9 (69.6)                   | 16.7 (62.1)                   | 40.2 (104.4)                  |
| Trung bình ngày tối đa °C (°F)                     | 3.4 (38.1)                    | 6.4 (43.5)                    | 11.4 (52.5)                   | 16.1 (61.0)                   | 21.4 (70.5)                   | 24.6 (76.3)                   | 27.3 (81.1)                   | 26.7 (80.1)                   | 21.6 (70.9)                   | 15.9 (60.6)                   | 8.8 (47.8)                    | 3.8 (38.8)                    | 15.6 (60.1)                   |
| Trung bình ngày °C (°F)                            | 0.3 (32.5)                    | 1.9 (35.4)                    | 6.5 (43.7)                    | 10.8 (51.4)                   | 15.8 (60.4)                   | 19.1 (66.4)                   | 21.3 (70.3)                   | 20.6 (69.1)                   | 16.0 (60.8)                   | 11.2 (52.2)                   | 5.6 (42.1)                    | 1.2 (34.2)                    | 10.9 (51.6)                   |
| Tối thiểu trung bình ngày °C (°F)                  | −2.5 (27.5)                   | −2.0 (28.4)                   | 1.7 (35.1)                    | 5.8 (42.4)                    | 10.3 (50.5)                   | 13.7 (56.7)                   | 15.5 (59.9)                   | 15.2 (59.4)                   | 11.5 (52.7)                   | 7.7 (45.9)                    | 2.8 (37.0)                    | −1.1 (30.0)                   | 6.6 (43.9)                    |
| Thấp kỉ lục °C (°F)                                | −20.3 (−4.5)                  | −23.3 (−9.9)                  | −14.1 (6.6)                   | −3.2 (26.2)                   | 0.2 (32.4)                    | 3.8 (38.8)                    | 7.4 (45.3)                    | 5.8 (42.4)                    | 3.1 (37.6)                    | −5.2 (22.6)                   | −14.5 (5.9)                   | −14.5 (5.9)                   | −23.3 (−9.9)                  |
| Lượng Giáng thủy trung bình mm (inches)            | 69 (2.7)                      | 70 (2.8)                      | 88 (3.5)                      | 99 (3.9)                      | 109 (4.3)                     | 144 (5.7)                     | 115 (4.5)                     | 137 (5.4)                     | 147 (5.8)                     | 147 (5.8)                     | 129 (5.1)                     | 107 (4.2)                     | 1.362 (53.6)                  |
| Lượng tuyết rơi trung bình cm (inches)             | 43.1 (17.0)                   | 51.4 (20.2)                   | 16.3 (6.4)                    | 9.4 (3.7)                     | 0.0 (0.0)                     | 0.0 (0.0)                     | 0.0 (0.0)                     | 0.0 (0.0)                     | 0.0 (0.0)                     | 0.7 (0.3)                     | 11.3 (4.4)                    | 36.6 (14.4)                   | 168.8 (66.4)                  |
| Số ngày giáng thủy trung bình (≥ 0.1 mm)           | 11                            | 9                             | 11                            | 14                            | 14                            | 15                            | 12                            | 12                            | 12                            | 13                            | 14                            | 14                            | 153                           |
| Số giờ nắng trung bình tháng                       | 71                            | 114                           | 149                           | 178                           | 235                           | 246                           | 293                           | 264                           | 183                           | 120                           | 66                            | 56                            | 1.974                         |
| Nguồn 1: Cơ quan Môi trường Slovenia (ARSO)        |                               |                               |                               |                               |                               |                               |                               |                               |                               |                               |                               |                               |                               |
| Nguồn 2: Cơ quan Môi trường Slovenia (ARSO) OGIMET |                               |                               |                               |                               |                               |                               |                               |                               |                               |                               |                               |                               |                               |